# Сонцедарівка
Сонцеда́рівка —  село в Україні, у Краснокутській селищній громаді Богодухівського району Харківської області. Населення становить 216 осіб. До 2020 орган місцевого самоврядування — Олексіївська сільська рада.

## Географія
Село Сонцедарівка знаходиться на відстані 2 км від села Олексіївка, примикає до селища Дублянка. По селу протікає річка Княжна, ліва притока Сухого Мерчика. До села веде окрема залізнична гілка. Біля села невеликий лісовий масив (дуб).

## Історія
12 червня 2020 року, розпорядженням Кабінету Міністрів України № 725-р «Про визначення адміністративних центрів та затвердження територій територіальних громад Харківської області», увійшло до складу Краснокутської селищної громади.
19 липня 2020 року, в результаті адміністративно-територіальної реформи та ліквідації Краснокутського району, село увійшло до складу Богодухівського району.